# 華比銀行
華比銀行（舊名：Banque Sino-Belge）為比利時通用銀行在1902年設立的銀行，總部設比利時布魯塞爾。曾經為在華最大的外資銀行之一，也曾經是比利時海外銀行系統中最重要的銀行，在中東、東歐、倫敦和紐約等均設分行或附屬銀行。1930年代，屬下各地分行陸續改為當地註冊公司，而在中國的業務，總部仍然設布魯塞爾，但改法文名稱為 Banque Belge pour l'Étranger（Extrême-Orient），中文名稱不變。中國總部設上海沙遜大廈。香港分行在1935年創設。
中華人民共和國成立後，曾被批准為經營外匯的指定銀行，經營外匯業務，因在华外商企业纷纷歇业，该行业务清淡，1956年秋申请停业清理（實際上已停業），1976年2月27日正式停业。。
該行在香港的分行，卻逐漸轉化為香港的一間中型銀行。1999年母公司被富通集團收購後，曾在2000年更名華比富通銀行（英文：Fortis Bank Asia，法定名：Fortis Bank Asia HK）。2003年，中國工商銀行（亞洲）宣佈收購華比富通銀行，2004年5月1日，華比富通銀行再易名為華比銀行（英文商用名及法定名：Belgian Bank），但換上中國工商銀行標誌。2005年10月10日，華比銀行併入工銀亞洲。2008年9月，原總部華比富通大廈改名為富通大廈。

## 内部链接
- 天津華比银行大楼